# جون شامبرز وايت
جون شامبرز وايت (بالإنجليزية: John Chambers White)‏ هو ضابط بحري أمريكي، ولد في 1770 في نيويورك في الولايات المتحدة، وتوفي في 2 أبريل 1845 في Sheerness ‏ في المملكة المتحدة.